# Línea 12 del Metro de París
La línea 12 del Metro de París une las estaciones de Mairie d'Aubervilliers y Mairie d'Issy atravesando París de norte a suroeste.

## Historia
El 5 de noviembre de 1910 se inauguró el tramo Porte de Versailles - Notre-Dame de Lorette de la línea A de la Compañía Nord-Sud, dirigida por Jean-Baptiste Berlier, la competencia de la Compañía de Ferrocarril Metropolitano de París (dirigida por Fulgence Bienvenüe) que gestionaba el resto de las líneas que hoy día integran la red de metro.
La estación de Porte de Versailles estaba organizada como terminal con enlace a cocheras que enlazaban con el ferrocarril de circunvalación, lo que permitía la llegada de unidades vía tren. Por otra parte una sección de túnel con tres vías y apartadero central se preparó en el terminal provisional de Notre-Dame de Lorette.
En los años sucesivos se prolongó la línea al norte hasta Mairie d'Aubervilliers en 5 fases:
- 8 de abril de 1911: hasta Pigalle.
- 30 de octubre de 1912: hasta Jules Joffrin.
- 23 de agosto de 1916: hasta Porte de la Chapelle.
- 18 de diciembre de 2012: hasta Front Populaire.
- 31 de mayo de 2022: hasta Mairie d'Aubervilliers.

El 1 de enero de 1930, La Compañía Nord-Sud fue absorbida por la Compañía de Ferrocarril Metropolitano de París (CMP) y la línea se convirtió en la línea 12, como hoy se la conoce.
En 1934 (el 24 de marzo), se prolongó la línea fuera de París, a Issy-les-Moulineaux, con dos nuevas estaciones, Corentin Celton y Mairie d'Issy.
El 30 de agosto de 2000 hubo un descarrilamiento debido a un exceso de velocidad que volcó un coche en la estación de Notre-Dame de Lorette, provocando 24 heridos.

### Futuro de la línea
El primer objetivo del proyecto de ampliación es llevarla a Proudhon-Gardinoux, en el límite entre Saint-Denis y Aubervilliers. Se prevén dos estaciones más, Pont de Stains y Mairie d'Aubervilliers y una prolongación última hasta la estación RER de La Courneuve (RER B) que cuenta con el crédito presupuestario para la construcción del túnel pero no para la puesta en servicio. La inauguración de las estaciones Aimé Césaire y Mairie d'Aubervilliers está prevista a realizarse en 2017.
Así, la línea ya prolongada tendría correspondencia con la futura línea de tranvía entre Saint Denis-Porte de Paris y Paris-Evangile (RER E) en Proudhon-Gardinoux.
Desde hace tiempo ha vuelto a salir a colación el proyecto de prolongar la línea al sur, evocado muchas veces desde 1934, que preveía prolongar la línea como mínimo hasta Issy RER y en el mejor de los casos hasta Les Moulineaux enlazando con la línea de tranvía T2. Este proyecto evocado en múltiples ocasiones por el ayuntamiento de Issy-les-Moulineaux y la RATP está poco claro y no se ha dado ninguna fecha.
La ampliación de la línea tranviaria T2 hacia la Puerta de Versalles (Parque Ferial de París) podría influir en la viabilidad de este proyecto.

## Material móvil
La línea 12 está equipada de unidades MF67 desde 1978.
Antes de 1978 tuvo los siguientes trenes:
- De la apertura a 1930: Sprague con pantógrafos (+600 V) y de frotadores (-600V).
- 1930: la catenaria se retiró así como los pantógrafos al absorber la CMP a la Compañía Nord-Sud, aunque el material móvil seguía siendo específico (colores gris-azul y rojo-amarillo en vez de verde-rojo), situación que duró hasta 1972.
- 1972: la línea 7 recibe las unidades MF67 y transfiere las unidades Sprague a la línea 12 que se deshace de las unidades que circulaban desde hacía más de 50 años. Estas «nuevas» Sprague las guardó hasta 1978, momento en que recibió las MF67 que circulan hoy día.

## Trazado y estaciones

### Lista de estaciones
|  |   |  | estaciones                   | municipio                              | correspondencia                                          |
|  | - |  | ---------------------------- | -------------------------------------- | -------------------------------------------------------- |
|  | o |  | Mairie d'Aubervilliers       | Aubervilliers                          | (futuro)                                                 |
|  | o |  | Aimé Césaire                 | Aubervilliers                          |                                                          |
|  | o |  | Front Populaire              | Aubervilliers, Saint-Denis             |                                                          |
|  | o |  | Porte de la Chapelle         | XVIII Distrito                         |                                                          |
|  | o |  | Marx Dormoy                  | XVIII Distrito                         |                                                          |
|  | o |  | Marcadet - Poissonniers      | XVIII Distrito                         |                                                          |
|  | o |  | Jules Joffrin                | XVIII Distrito                         |                                                          |
|  | o |  | Lamarck - Caulaincourt       | XVIII Distrito                         |                                                          |
|  | o |  | Abbesses                     | XVIII Distrito                         | (Funicular de Montmartre)                                |
|  | o |  | Pigalle                      | IX Distrito, XVIII Distrito            |                                                          |
|  | o |  | Saint-Georges                | IX Distrito                            |                                                          |
|  | o |  | Notre-Dame-de-Lorette        | IX Distrito                            |                                                          |
|  | o |  | Trinité - d'Estienne d'Orves | IX Distrito                            |                                                          |
|  | o |  | Saint-Lazare                 | VIII Distrito, IX Distrito             | Normandia Intercités Normandia                           |
|  | o |  | Madeleine                    | VIII Distrito                          |                                                          |
|  | o |  | Concorde                     | I Distrito, VIII Distrito              |                                                          |
|  | o |  | Assemblée Nationale          | VII Distrito                           |                                                          |
|  | o |  | Solférino                    | VII Distrito                           | andando                                                  |
|  | o |  | Rue du Bac                   | VII Distrito                           |                                                          |
|  | o |  | Sèvres - Babylone            | VI Distrito, VII Distrito              |                                                          |
|  | o |  | Rennes                       | VI Distrito                            |                                                          |
|  | o |  | Notre-Dame-des-Champs        | VI Distrito                            |                                                          |
|  | o |  | Montparnasse - Bienvenüe     | VI Distrito, XIV Distrito, XV Distrito | Centro-Valle de Loira Normandia Intercités Normandia TGV |
|  | o |  | Falguière                    | XV Distrito                            |                                                          |
|  | o |  | Pasteur                      | XV Distrito                            |                                                          |
|  | o |  | Volontaires                  | XV Distrito                            |                                                          |
|  | o |  | Vaugirard                    | XV Distrito                            |                                                          |
|  | o |  | Convention                   | XV Distrito                            |                                                          |
|  | o |  | Porte de Versailles          | XV Distrito                            |                                                          |
|  | o |  | Corentin Celton              | Issy-les-Moulineaux                    |                                                          |
|  | o |  | Mairie d'Issy                | Issy-les-Moulineaux                    |                                                          |

### Particularidades
- La Compañía Nord-Sud hizo estaciones con un diseño ligeramente diferente de las estaciones construidas por la CMP. Las paredes son verticales y los recuadros publicitarios tienen aún molduras cerámicas con el logo de la antigua compañía.
- En los tímpanos de los túneles en los extremos de las estaciones entre Montparnasse-Bienvenüe y Saint-Lazare se puede leer todavía DIRECTION MONTPARNASSE o DIRECTION MONTMARTRE acompañados de una flecha indicando el andén a la derecha del texto.
- El vestíbulo de la estación de Saint-Lazare tenía, hasta 2004, una rotonda con un mosaico del logo de la Compañía Nord-Sud que se retiró siendo sustituido por baldosas de hormigón grises.
- Al salir de Montparnasse-Bienvenüe en dirección sur, un túnel de vía doble se separa a la izquierda, esbozo de una ramificación que se preveía hacia la Puerta de Vanves (línea C de la Compañía Nord-Sud) que se integró a la antigua línea 14 de metro hoy día parte de la línea 13. Ahora mismo este túnel sirve de almacén y apartadero.
- El paso bajo el río Sena entre Assemblée Nationale y Concorde se compone de dos túneles de sección circular con paredes metálicas.
- Entre las estaciones de Trinité d'Estienne d'Orves y Notre-Dame de Lorette, el túnel tiene 3 vías y un cajón central está enlazado a las dos vías de circulación a la salida de la primera estación que se ha usado para el retorno de trenes de la línea 13 a las cocheras de Vaugirard. Al prolongarse la línea 13, fusionarse con la antigua 14 y ampliarse a Châtillon-Montrouge se construyeron allí cocheras y dejó de usarse este enlace.

### Talleres y cocheras
El material móvil de la línea 12 se guarda y mantiene en las cocheras de Vaugirard, situadas en el 15º distrito de París entre las calles Croix-Nivert, Desnouettes y Lecourbe y el Instituto Louis Armand. Enlazan con la línea en las vías dirección Mairie d'Issy al norte de la estación Porte de Versailles así como con la pequeña circunvalación ferroviaria por las vías que atraviesan la calle Desnouettes.

### Enlaces
- Con la línea 13: a la salida de Saint-Lazare dirección sur en talón (vía doble) y a la salida de Montparnasse-Bienvenüe en dirección sur en punta.
- Con la línea 4: a la salida de Montparnasse-Bienvenüe dirección norte en punta.